# Luperina pieretti
Luperina pieretti là một loài bướm đêm trong họ Noctuidae.